# Rio Santo Antônio (vattendrag i Brasilien, Espírito Santo)
Rio Santo Antônio är ett vattendrag i Brasilien.   Det ligger i delstaten Espírito Santo, i den sydöstra delen av landet, 900 km öster om huvudstaden Brasília.
Omgivningarna runt Rio Santo Antônio är huvudsakligen savann. Runt Rio Santo Antônio är det glesbefolkat, med 8 invånare per kvadratkilometer.